# I Will Remember
«I Will Remember» es el Primer Sencillo del Álbum Tambu de la banda de Rock Toto. La canción fue bien recibida en varios países de Europa y Asia, llegó a colocarse en el #64 en listas de Inglaterra.

## Información de la canción
La canción fue escrita por Steve Lukather y está dedicada al anterior baterista de la banda, Jeff Porcaro, quien murió en 1992. El sencillo alcanzó en el UK Singles Chart #64 y #2 en MegaCharts. Es una de las canciones más escuchadas y de éxito de la banda. De hecho, en 1995 y 1996, la canción disfrutó de amplia difusión radial. La canción también marca el debut de Simon Phillips en la batería.

## Pistas

### Sencillo 7"
1. «I Will Remember» - 4:30
2. «Dave's Gone Skiing» - 5:00

### Maxisencillo

#### Versión 1
1. «I Will Remember» (Edit) - 4:30
2. «I Will Remember» - 6:11
3. «Dave's Gone Skiing» - 5:00
4. «Blackeye» - 3:41

#### Versión 2
1. «I Will Remember» - 4:30
2. «Rosanna» - 5:31
3. «Africa» - 5:00
4. «Georgy Porgy» - 4:08

## Músicos
- Steve Lukather: Voz, guitarra, coros, piano, sintetizador.
- David Paich: Piano acústico, arreglos de cuerda y director.
- Simon Phillips: Batería.
- Mike Porcaro: Bajo.
- Jenny Douglas Mc-Rae: Coros.
- John James: Coros.
- Lenny Castro: Percusión.